# ن.و.ف.ا 2
ن.و.ف.ا 2 (بالإنجليزية: N.O.V.A 2)‏
اختصار نير أوربيت فانگوارد اليانس 2 (بالإنجليزية: Near Orbit Vanguard Alliance 2)‏
هي لعبة فيديو من نوع أكشن-مغامرات منظور الشخص الأول تم تطويرها ونشرها من قِبل شركة جيم لوفت لأنظمة
أندرويد  وآي أو أس وبلاك بيري بلاي بوك وإتش بي توتش باد وماك أو إس إكس. تعتبر إلاصدار الثاني من سلسلة ن.و.ف.ا،
سبقتها لعبة ن.و.ف.ا وتبعتها لعبة ن.و.ف.ا 3. تم إطلاقها على متجر آب ستور في 16 ديسمبر 2010 لنظام آي أو أس.
تحتوي اللعبة على ميزة جيم لوفت لايف للعب الجماعي.

## وصلات خارجية
- نوفا 2 للاندرويد على موقع إيه بي كي هير